# Haunetal
Haunetal település Németországban, Hessen tartományban. Lakosainak száma 2974 fő (2023. december 31.).

## Népesség
A település népességének változása:
| Lakosok száma | 2907 | 2923 | 2939 | 2949 | 2974 |
|               | 2017 | 2019 | 2021 | 2022 | 2023 |